# Hipsistarianos
Los hipsistarianos o hipsisteros son los adoradores de Hypsistos (en griego: Ὕψιστος, el dios "Altísimo"), secta judeo-pagana que floreció aproximadamente entre el 200 a. C. y el año 400, con grupos principalmente en Asia Menor (Capadocia, Bitinia y Ponto) y en las costas rusas del Mar Negro. Reúne una serie de elementos tomados del cristianismo, judaísmo, zoroastrismo y cultos orientales.
Algunos estudiosos identifican el grupo o grupos, con los temerosos de Dios, que no están circuncidados, semiprosélitos y simpatizantes con el judaísmo helenístico.

## Historia
Los nombres Hypsianistai e Hypsianoi aparecen con Gregorio Nacianceno (Orat., XVIII, 5) y el nombre Hypsistianoi con Gregorio de Nisa (Contra Eunom., II), sobre el año 374. Sin embargo, un gran número de tablillas votivas, inscripciones y los oráculos de Dídimo y Klaros establecen fuera de toda duda que el culto a Hypsistos (Hypsistos, con la adición de Theos, "dios", Zeus o Atis, pero con frecuencia sin la adición) como único dios estaba muy extendido en los países adyacentes al Bósforo (cf. Hechos 16:17"Estos hombres son siervos del Dios Altísimo" - oráculo de la pitonisa en Filipos).
El uso helenístico contemporáneo de ὕψιστος (hýpsistos) como término religioso parece derivar y ser compatible con el término, como ya había aparecido mucho antes en la Septuaginta. (el griego Ύψίστος, traduce al hebreo elyon, עליון y en español "el más alto" o "altísimo"). En la Septuaginta, la palabra "hypsisto-" es usada más de cincuenta veces como título para Yahveh (el Tetragrammaton) o en relación directa con él (con mayor frecuencia en los Salmos, Daniel, y Eclesiastés).
Así, una interpretación de "Hypsisto" y términos derivados que definen un grupo particular no está soportado por su uso común como término genérico en la Septuaginta griega. A menos que se indique otra cosa, todos los usos deben ser asumidas para establecer el uso común del término. Muchos grupos diferentes hablando griegos utilizan términos comunes griegas para dios. El uso de términos comunes solo muestra un lenguaje común. Usando los términos comunes, es especulativo interpretar uniones o fusiones particulares.
Parece probable que el culto capadocio nativo de Zeus Sabazios se uniese deliberadamente al culto de Yahveh Sabaoth practicado por las numerosas e intelectualmente predominantes colonias judías, y que se formaron asociaciones (sodalicia, thiasoi) estrictamente monoteístas, que fraternizaron con los judíos, pero que se consideraban a sí mismos libres de la Ley mosaica. La importancia de las exaltadas ideas de estas asociaciones puede entreverse en el hecho de que cuando alguien le preguntó a Apolo de Klaros si solo Hypsistos no tenía ni principio ni final, respondió: "Él es el Señor de todo, con su origen en sí mismo, existente por sí mismo, que gobierna todas las cosas en forma indecible, que  abarca los cielos, se extienden por la tierra, montado sobre las olas del mar, mezclando fuego con agua, suelo con aire y tierra con fuego; de invierno, verano, otoño y primavera, causando los cambios en estas estaciones, lo que lleva todas las cosas hacia la luz y estableciendo su destino en armonioso orden.”
La existencia de los hipsistarianos pudo haber sido parcialmente responsable de la rapidez de la expansión del cristianismo por Asia Menor, aunque no todos aceptaron la nueva fe y continuaron existiendo pequeñas comunidades de monoteístas, ni cristianos, ni judíos, especialmente en Capadocia. Gregorio el Viejo, padre de Gregorio Nacianceno perteneció a esta secta en su juventud, y aparecen descritos en el panegírico escrito por su hijo. Rechazaron los ídolos y los sacrificios no abrahámicos, reconocían al Creador (pantokrator) y al Altísimo, a quien, sin embargo, en oposición a los cristianos, le negaban el título de "Padre". Tenían algunas costumbres en común con los judíos, como guardar el sábado (Sabbath) o las distinciones en las comidas, pero rechazaban la circuncisión.
Persio pudo haber tenido en mente a los Hipsistarianos cuando ridiculizó a estos religiosos híbridos en la Sátira V, 179 - 184, y Tertuliano parece referirse a ellos en "Ad nationes", I, XIII. La afirmación de que continuaron existiendo hasta el siglo IX, está basada en una interpretación errónea de Nicéforo de Constantinopla, "Antirhet. Adv. Const. Copr.", I, en Migne, PG, col. 209. Los Hipsistarianos probablemente aparecen denominados como Coelicoloe en un decreto de los emperadores Honorio y Teodosio II (año 408), cuando sus lugares de culto son transferidos a los católicos.